# Yuriy Dehteryov
Yuriy Vitalyevich Degteryov (en ucraniano: Юрій Віталійович Дегтерьов, en ruso: Юрий Витальевич Дегтерёв; Stálino, RSS de Ucrania, 5 de diciembre de 1948-Donetsk, Ucrania, 9 de octubre de 2022) fue un futbolista ucraniano que jugaba en la posición de guardameta. Estuvo considerado como el mejor guardameta y uno de los jugadores más legendarios que han militado en el FC Shakhtar Donetsk, donde fue el primer guardameta en ser capitán del club.

## Carrera

### Club
Jugó toda su carrera con el FC Shakhtar Donetsk (1965-1983) con quien disputó 378 partidos totales incluyendo diez de competiciones europeas y recibió 352 goles, además de ganar la Copa de la Unión Soviética en 1980.

### Selección nacional
Jugó para Unión Soviética en diecisiete ocasiones (1968-1979), debutando el 1 de agosto de 1969 en un partido amistoso ante Suecia. Integró las selecciones nacionales en las fallidas eliminatorias rumbo a Argentina 1978 e Italia 1980.
Recibió diez goles en total y sus mejores actuaciones se dieron en 1979 cuando enfrentó a Francia (8 de octubre) y Países Bajos (5 de octubre) donde no recibió ningún gol. En 1979 jugó un par de partidos con Ucrania en un torneo de selecciones soviéticas.

## Tras el retiro
Dehteryov formó parte del congreso de fútbol de la no reconocida República Popular de Donetsk. Entre 2001 y 2002 fue entrenador asistente del FK Shajtar Donetsk.

## Logros

### Club
- Copa de la Unión Soviética (1): 1980

### Selección
- UEFA European Under-19 Football Championship (2): 1966, 1967.

### Individual
- Portero Soviético del Año por "Ogoniok": 1977.
- Futbolista del año en la Unión Soviética 3.º: 1977.